# Habitus carcéral
 (décembre 2024).
La mise en forme du texte ne suit pas les recommandations de Wikipédia : il faut le « wikifier ».
Les points d'amélioration suivants sont les cas les plus fréquents. Le détail des points à revoir est peut-être précisé sur la page de discussion.
- Les titres sont pré-formatés par le logiciel. Ils ne sont ni en capitales, ni en gras.
- Le texte ne doit pas être écrit en capitales (les noms de famille non plus), ni en gras, ni en italique, ni en « petit »…
- Le gras n'est utilisé que pour surligner le titre de l'article dans l'introduction, une seule fois.
- L'italique est rarement utilisé : mots en langue étrangère, titres d'œuvres, noms de bateaux, etc.
- Les citations ne sont pas en italique mais en corps de texte normal. Elles sont entourées par des guillemets français : « et ».
- Les listes à puces sont à éviter, des paragraphes rédigés étant largement préférés. Les tableaux sont à réserver à la présentation de données structurées (résultats, etc.).
- Les appels de note de bas de page (petits chiffres en exposant, introduits par l'outil «  Source ») sont à placer entre la fin de phrase et le point final[comme ça].
- Les liens internes (vers d'autres articles de Wikipédia) sont à choisir avec parcimonie. Créez des liens vers des articles approfondissant le sujet. Les termes génériques sans rapport avec le sujet sont à éviter, ainsi que les répétitions de liens vers un même terme.
- Les liens externes sont à placer uniquement dans une section « Liens externes », à la fin de l'article. Ces liens sont à choisir avec parcimonie suivant les règles définies. Si un lien sert de source à l'article, son insertion dans le texte est à faire par les notes de bas de page.
- La présentation des références doit suivre les conventions bibliographiques. Il est recommandé d'utiliser les modèles {{Ouvrage}}, {{Chapitre}}, {{Article}}, {{Lien web}} et/ou {{Bibliographie}}. Le mode d'édition visuel peut mettre en forme automatiquement les références.
- Insérer une infobox (cadre d'informations à droite) n'est pas obligatoire pour parachever la mise en page.

Pour une aide détaillée, merci de consulter Aide:Wikification.
Si vous pensez que ces points ont été résolus, vous pouvez retirer ce bandeau et améliorer la mise en forme d'un autre article.
L’habitus carcéral désigne l’ensemble des comportements, attitudes et dispositions intégrées par une personne incarcérée. Il s’agit d’un concept qui est ancré dans la théorie de Pierre Bourdieu, et permet de rendre compte de la réalité de l’incarcération. Ce changement de comportement et d’attitude en prison est une réponse individuelle aux contraintes physiques et psychologiques des détenus, après le choc carcéral. Les mécanismes d’adaptation des prisonniers sont reflétés dans le principe d’habitus carcéral.
L’habitus carcéral vise à mieux comprendre les expériences des personnes incarcérées et les répercussions du système pénal sur ces dernières. Il s’agit d’un concept qui évalue tant l’individu lors de son incarcération que pendant sa réhabilitation. Une multitude d’aspects peuvent être analysées dans l’habitus carcéral d’un ou d’une détenue. Par exemple, la soumission, la résistance ou bien l’isolement d’une personne peuvent s’avérer intéressant pour une étude sur l’habitus carcéral.
Les études sociologiques s'intéressent de plus en plus à ce concept, en particulier en raison des discussions qu'il suscite sur les effets stigmatisants de l'incarcération. Les études sur l'habitus carcéral offrent donc une lumière aux problématiques sociales, juridiques et humaines liées à la prison, tout en posant des questions sur les politiques publiques et les pratiques institutionnelles qui y sont liées.

## Habitus
L’habitus est une notion développée par le sociologue français Pierre Bourdieu. Ce concept définit un ensemble d’émotions, de comportements, de façons de parler et de penser qu’un individu intériorise au cours de sa socialisation. Il s’agit d’habitudes durables qui sont dépendantes de nombreux facteurs sociaux, tels que la classe, le genre et la race, entre autres. L’individu modifie ses réactions afin de performer ses connaissances pratiques qui vont lui permettre de répondre adéquatement aux stimuli de l’environnement. Les pratiques s’insèrent dans le résultat de l’habitus et un contexte social particulier. Les racines du concept d’habitus de Bourdieu se retrouvent dans la philosophie ancienne, notamment dans la notion d’hexis d’Aristote. C’est un état moral acquis de façon consciente qui oriente les sentiments, désirs et actions d’un individu.
L’habitus se constitue de trois composantes : cognitive (relative à la classification et catégorisation), conative (incorporation physique) et affective (émotions et sensations). Bourdieu a élaboré cette notion à partir de frustrations qu’il avait des théories de sciences sociales à être contraints avec les limites de l’agentivité causées par les mécanismes et structures de la société. Les caractéristiques du concept d’habitus en sociologie consistent  en le caractère inconscient de ce mécanisme, la durabilité des comportements ainsi que la structuration par les conditions sociales.

## Habitus carcéral
L’habitus carcéral est un ensemble de comportements et pratiques conscients et préconscients qui ont lieu dans les établissements carcéraux et perdurent en dehors de ceux-ci. Il s’agit d’un habitus secondaire, puisque ce n’est pas le lieu de socialisation initial que les individus ont connu. Le rapport à soi-même se modifie également avec l’entrée en milieu carcéral, afin de se rendre compatible avec les particularités de la culture carcérale. Les personnes incarcérées vont donc intérioriser les normes, codes et pratiques du milieu carcéral afin de s’adapter à la réalité de l’emprisonnement.  Le concept d’habitus carcéral peut également s’arrimer avec la notion de prisonisation. Ce terme définit l’adaptation d’une personne détenue à la culture carcérale en s’ancrant sur son identité et de son statut en dehors des murs de la prison.
Les individus en prison développent des schémas cognitifs différents qui vont leur permettre de penser et agir en cohérence avec les contraintes imposées par la prison. L’habitus carcéral agit ainsi comme un compas interne chez les personnes incarcérées qui va guider la façon dont ces dernières se représentent auprès des autres détenus et des membres du personnel. Il s’agit d’un mécanisme cognitif qui permet aux détenus de survivre, de gagner de la reconnaissance et d’obtenir des biens matériels en prison. Le concept d’habitus carcéral est également lié à celui de culture carcérale qui se manifeste par des images, symboles et discours. Ces derniers sont internalisés afin de créer une identité commune en reproduisant les dynamiques de pouvoir et les hiérarchies sociales caractéristiques du milieu carcéral. L’habitus carcéral est, entre autres, teinté par les dynamiques de pouvoir inégales entre les détenus ainsi que les membres du personnel au sein des établissements de détention.

### Exemples d’habitus carcéral
Le « yard face » ou le « visage de cour » constitue un symbole fort de cet habitus carcéral. Il s’agit d’une expression neutre du visage que les personnes incarcérées emploient, de même que les policiers ou les militaires, par exemple. Ce comportement est majoritairement utilisé dans une période de stress ou afin de ne pas laisser transparaître ses intentions aux autres.
L’habitus carcéral est également caractérisé par l’hypersensibilité à l’espace physique ainsi qu’une vigilance à l’égard des autres afin de maintenir son intégrité personnelle. Il s’agit d’un concept qui est vécu différemment selon l’identité de la personne incarcérée, notamment par son genre, sa race, sa classe ou encore son orientation sexuelle. De plus, dû à des conflits raciaux au sein des détenus dans les prisons, plusieurs individus développent un habitus carcéral qui est animé par la peur et l’animosité envers les personnes d’une autre origine ethnique. Les individus ayant été incarcérés dans une prison à sécurité minimale ou maximale n’ont également pas la même expérience de l’emprisonnement, l’incorporation de l’habitus carcéral est donc différente. Les personnes en détention sous sécurité minimale peuvent avoir les mêmes caractéristiques de comportements que celles en sécurité maximale, mais à une moins forte intensité.

## L’habitus carcéral chez les hommes
Chez les hommes, le changement de comportement en milieu carcéral s’opère de façon que ces derniers deviennent davantage stoïques afin d’endurer la douleur et les souffrances provenant de l’incarcération. Les hommes doivent donc se montrer insensibles et intouchables vis-à-vis les perturbations des autres personnes dans l’environnement carcéral. De plus, les détenus masculins développent plus fréquemment une attitude de bravoure et de résistance par rapport aux membres du personnel. Pour certains hommes incarcérés, la violence fait également partie de leur habitus carcéral, puisqu’il s’agit d’un mécanisme de défense. Les comportements que les détenus adoptent au sein de la prison se font également en réponse au risque possible de violence auquel ils sont exposés. Certains préfèrent s’isoler dans leur cellule ou se bâtir un caractère dur afin d’éviter la violence.
Les hommes font donc des choix conscients en fonction des contraintes et des risques de violence en milieu carcéral afin de survivre. Plusieurs intègrent aussi un ensemble de « façades » dans le but de s’intégrer au sein des autres détenus en plus d’éviter l’exploitation. Parmi ces façades, il y a le fait de projeter un caractère dur, d’entretenir un physique musclé ainsi que d’engager avec les autres personnes incarcérées. Le statut social est un enjeu important pour les hommes en prison afin d’assurer une intégrité physique ainsi qu’une sécurité.

## L’habitus carcéral chez les femmes
Chez l’ensemble des personnes détenues, l’incarcération provoque une perte de contrôle envers la représentation de soi et de son identité. L’adaptation au mode de vie carcéral pourrait même s’ancrer dans le principe d’ « identité suspendue », témoignant de la faible importance du statut social en dehors des murs de la prison. Les femmes rencontrent elles aussi des défis en milieu carcéral, dont la violence, l’éloignement géographique ou l’érosion des liens familiaux, par exemple. Plusieurs d’entre elles préfèrent ne pas montrer leurs émotions, tant aux membres du personnel qu’aux autres détenues. En demeurant neutres et en bloquant leurs émotions des autres, les femmes peuvent utiliser ce mécanisme de défense afin de survivre à l’emprisonnement. Une modification du comportement s’opère à travers la désensibilisation à laquelle elles doivent se soumettre pour correspondre aux codes de la culture carcérale.
De plus, les femmes font preuve de solidarité et de sororité lors de la détention. En effet, de nombreuses femmes développent des amitiés parmi les détenues et transforment ainsi leur habitus, qui est alors basé sur le care, le respect ainsi que la compassion. Or, comparativement aux hommes, les femmes sont plus susceptibles d’enfreindre les règles en prison. Les gardes les perçoivent comme plus difficiles à superviser par rapport aux hommes, puisqu’elles défient davantage l’autorité et sont prêtes à débattre. Les femmes incarcérées ont souvent plusieurs enjeux, comme le stress de l’incarcération ainsi que l’angoisse de la famille à l’extérieur. Elles sont ainsi davantage promptes à commettre des gestes violents envers elles-mêmes, comme la mutilation ou le suicide, par exemple.

## Effets de l’habitus carcéral sur la réintégration
Lors de la réinsertion en société, les personnes précédemment incarcérées doivent déconstruire l’habitus carcéral. Il peut s’agir d’un défi pour certains ex-détenus, en autres concernant la recherche d’un emploi. En effet, l’obtention ou la rétention d’un emploi peut s’avérer difficile pour celles et ceux qui conservent leurs réflexes comportementaux de la prison. Pour les individus en démarche de réinsertion sociale, les réponses adéquates aux différentes interactions sociales peuvent ne plus être naturelles. Les problèmes récurrents des personnes sortantes de prison concernent principalement l’hyper vigilance et freiner les agressions. Ils sont également plus réticents à sourire, rapidement en colère et peu ouverts à faire la conversation avec les autres.
Plusieurs auteurs évoquent d’ailleurs la ré-entrée en société comme un choc culturel, dû aux normes changeantes du milieu carcéral. Ce choc culturel provoquerait même de l’anxiété chez de nombreux détenus qui craignent la réintégration et le changement des habitudes comportementales. L’institutionnalisation des personnes incarcérées crée donc une difficulté à naviguer les situations interpersonnelles du quotidien hors prison et certains préfèrent même demeurer en détention. L’imprévisibilité de la réalité en réinsertion sociale en plus du stigmate entourant le casier judiciaire rend la tâche difficile aux ex-détenus d’avoir un emploi et des amis. Cette institutionnalisation et l’habitus carcéral favorisent donc l’isolement, l’exclusion et la précarité des personnes sortantes de détention. Ce seraient les individus qui détiennent davantage de capital social, culturel et de violence qui réintègreraient plus aisément la société.